# Claudio Caduff
Claudio Caduff (* 1956) ist ein Schweizer Pädagoge und Hochschullehrer.

## Leben
Er studierte von 1975 bis 1983 Anglistik, allgemeine Geschichte, Schweizer Geschichte und Politik an der Universität Bern. Während des Studiums unterrichtete er an verschiedenen Schulen. Von 1992 bis 1994 absolvierte er an der Universität Freiburg i. Üe. ein Lehramtsstudium für den Unterricht in der Sekundarstufe II. 2014 promovierte er an der Universität Zürich. Seit 2006 ist er Dozent für Fachdidaktik ABU und BM an der Abteilung Sekundarstufe II der Pädagogischen Hochschule Zürich. Dort hat er zurzeit die Professorenstelle für Fachdidaktik der beruflichen Bildung inne. Caduff ist Autor und Mitherausgeber von zahlreichen Lehrmitteln für die Sekundarstufe II.

## Schriften (Auswahl)
- Wenig Interesse, geringe Partizipation, diffuse Orientierung? Eine Studie zur politischen Sozialisation der Berufslernenden in der Deutschschweiz. Orell Füssli, Zürich 2014, ISBN 978-3-280-04093-5.
- Strukturiert Allgemeinbildung unterrichten. hep, Bern 2016, ISBN 978-3-0355-0302-9.
- mit Manfred Pfiffner: Selbständiges Lernen. Kompetenzen für Schule, Studium und Beruf. Verlag Fuchs, Zürich 2016, ISBN 978-3-280-04132-1.
- mit Manfred Pfiffner: Didaktischer Leitfaden „Selbständiges Lernen“ . Selbstgesteuertes Lernen im Unterricht der Sekundarstufe II. Verlag Fuchs, Zürich 2016, ISBN 978-3-280-04141-3.
- Politisch urteilen ohne Wissen und Verstehen? Eine Studie zum politischen Wissen und Verstehen von Sekundarstufe-II-Abgängerinnen und -Abgängern im Kanton Luzern. hep, Bern 2020, ISBN 978-3-0355-1667-8.
- mit Jakob Fuchs: Betriebswirtschaft/Volkswirtschaft/Recht. Grundlagenbuch. Orell Füssli, Zürich 2021, ISBN 978-3-280-04124-6.